# Morro Redondo
Morro Redondo is een gemeente in de Braziliaanse deelstaat Rio Grande do Sul. De gemeente telt 6.477 inwoners (schatting 2009).

## Aangrenzende gemeenten
De gemeente grenst aan Canguçu, Capão do Leão, Cerrito en Pelotas.